# 考西亞帽

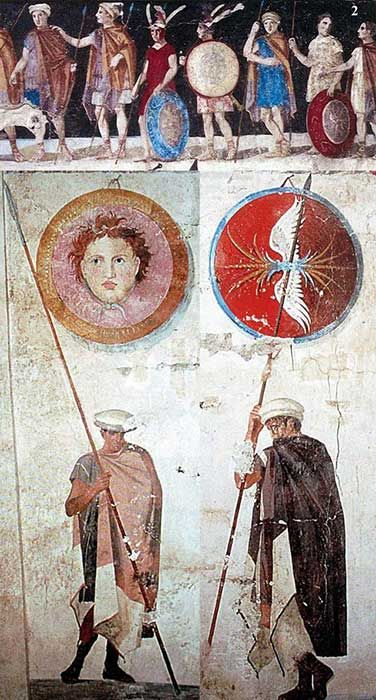
前四世紀亞歷山大大帝東征印度以前的古代馬其頓人士兵壁畫，出土於今希臘塞薩洛尼基州阿吉奥斯·阿萨纳西奥斯（Agios Athanasios）地區的古馬其頓陵墓。這兩位馬其頓士兵頭戴「考西亞帽」。

考西亞帽，是古馬其頓人的圓形平頂帽。
考西亞帽它在希腊化时期廣泛著流行，在地中海地區、希腊-巴克特里亚王国和印度河西北部的印度-希腊王国发现的各种硬币和雕像上都可以找到关于「考西亞帽」的描述。根據學者 Bonnie Kingsley 的推測，亞歷山大和他征戰多年的馬其頓軍隊進軍印度河流域時，把這種帽子從阿富汗和印度河一帶傳到地中海一帶。
但也许甚至早在亚历山大大帝时代以前的馬其頓人就開始使用這種帽子了，另一位學者Ernst Fredricksmeyer認為考西亞帽被認為是馬其頓典型傳統服飾，不太可能是從亞洲傳播到馬其頓地區，而且在波斯阿契美尼德帝國時期，波斯人將希臘人和馬其頓人都稱為「臾那人」（Yauna，即愛奧尼亞人之義），但還細部區分別為「海邊的臾那人」和「戴著像盾牌一樣帽子的臾那人」（yauna takabara），這裡的帽子很可能指的「考西亞帽」，即馬其頓人。因此可能該帽子是跟著馬其頓人遠征和移民而傳到東方。
後來考西亞帽后来被罗马帝國時期的贫困阶层所頭戴，用來作防晒之用。今日現代的煎餅帽（Pako）可能來自考西亞帽的演進，這種很有特色的男仕帽子在巴基斯坦、阿富汗、查謨和喀什米爾地區相當常見。

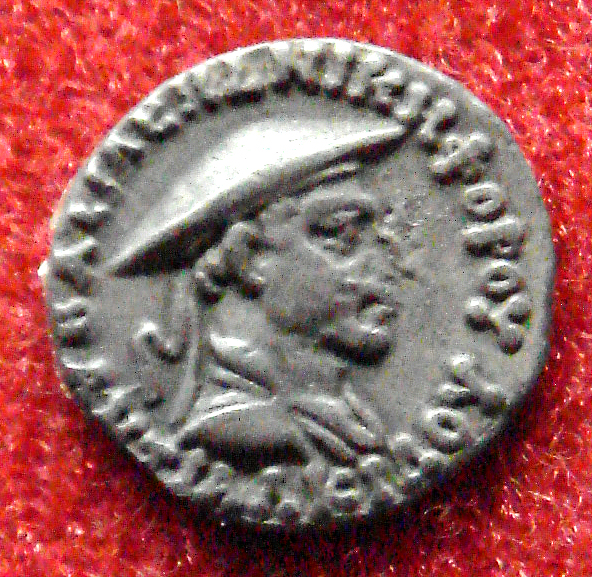
印度-希臘王國國王安提奧西達斯（Antialcidas）頭戴「考西亞帽」的錢幣，收藏於日本貨幣博物館.

## 來源
1. καυσία （页面存档备份，存于）, 
Henry George Liddell, Robert Scott, A Greek-English Lexicon, on Perseus
2. ↑  Kingsley, Bonnie M. . American Journal of Archaeology. 1981, 85: 39.
3. ↑  "The Kausia Diadematophoros", American Journal of Archaeology, 1984, on JSTOR
4. ↑  Fredricksmeyer, Ernst. . Transactions and Proceedings of the American Philological Association. 1986, 116: 215–227.
5. ↑  Roisman, Joseph; Worthington, Ian (2010). A Companion to Ancient Macedonia. John Wiley and Sons. ISBN 1-4051-7936-8, p.87
6. ↑  "Miles gloriosus", Harvard University Press, 1997, on Google books （页面存档备份，存于）
7. ↑  Ian Worthington, Nicholas Geoffrey Lemprière Hammond, Ventures into Greek history, p. 135, Clarendon Press, 1994